# Sutschawskyj Huk
Die Sutschawskyj Huk-Wasserfälle (ukrainisch Сучавський Гук) sind Wasserfälle des Suceava in den ukrainischen Waldkarpaten.
Die Kaskaden-Wasserfälle sind ein Naturdenkmal in 859 m Höhe. Sie haben eine gesamte Fallhöhe von 5 Metern und befinden sich im Dorf Schepit im Rajon Wyschnyzja der Oblast Tscherniwzi.